# Jyllands-Posten
Morgenavisen Jyllands-Posten ("El diari matinal «El correu de Jutlàndia»" en danès, sovint abreujat Jyllands-Posten) és un diari danès, el més gros del país d'entre els matinals. L'any 2000 la seva tirada superava els 180.000 exemplars, el 2004 era de 157.700 (197.200 els diumenges). La seva redacció és a Viby, prop d'Århus, a Jutlàndia.
Pertany a una empresa editora que també publica el diari Politiken i el tabloide Ekstra Bladet.
Des que el 30 de setembre del 2005 el Jyllands-Posten publicà 12 caricatures de Mahoma el diari esdevingué el centre d'un debat internacional sobre la llibertat d'expressió.

## Història i perfil polític
El Jyllands-Posten fou fundat el 1871 com un diari regional conservador de poca circulació. Durant els anys 20 i anys 30 mantingué posicions favorables al feixisme i nazisme. Després de la Segona Guerra Mundial el diari apostà per noves tècniques i pel periodisme de qualitat, cosa que el dugué a superar els diaris de Copenhaguen (actualment els diaris danesos que el segueixen són Politiken i Berlingske Tidende). Segons els seus estatuts el diari hauria de ser «liberal i independent».

## Polèmica sobre les caricaturesde Mahoma i la llibertat d'expressió
El Jyllands-Posten proposà a 40 artistes gràfics que dibuixessin quin creien que podia haver estat l'aspecte de Mahoma. Només 12 acceptaren la proposta, apareixent-ne publicats els dibuixos el 30 de setembre del 2005 sota el títol de Muhammeds ansigt («La cara de Mahoma»). Aquests anaven acompanyats d'un text del Jyllands-Posten on es criticava la poca secularització de certs ambients musulmans, que limitava la llibertat d'expressió a les seves visions politicoreligioses, i que havia de ser vençuda amb l'acceptació de la crítica, la ridiculització i fins i tot l'insult.
Prèviament, el diari rival Politiken d'havia fet ressò del fet que un escriptor danès, Kåre Bluitgen, tingués moltes dificultats per trobar un dibuixant disposat a il·lustrar-ne un llibre anomenat Koranen og profeten Muhammeds liv («L'Alcorà i la vida de Mahoma»).
Tot plegat derivà en un conflicte diplomàtic greu entre Dinamarca i diversos països islàmics, on les caricatures foren vistes no només com un trencament de la prohibició existent en l'islam de representar el profeta si no com un insult. Diversos governs demanaren rectificacions o disculpes al govern danès (que aquest refusà amb l'argument que la llibertat d'expressió era un bé que volia defensar), i alguns fins i tot feren marxar els seus ambaixadors de Dinamarca (Aràbia Saudita, Síria i Líbia). Alhora, diverses seus consulars danesos foren atacades a alguns països de majoria musulmana (sovint dictadures on les manifestacions són fortament controlades pels respectius governs) i hom promogué un boicot als productes danesos (o escandinaus en general).
Els dibuixos foren republicats a molts altres diaris d'arreu del món, incloent-ne de jordans i egipcis.